# Patrick Fischer
Patrick Fischer (Zugo, 6 settembre 1975) è un allenatore di hockey su ghiaccio ed ex hockeista su ghiaccio svizzero.

## Carriera
Ha giocato nella Lega Nazionale A con le maglie dell'EV Zug, dell'HC Lugano e dell'HC Davos mentre nella National Hockey League ha giocato con la maglia dei Phoenix Coyotes. Dopo tre stagioni da assistente dal 2013 ricopre il ruolo di capo allenatore nella Lega Nazionale A per l'HC Lugano. Si è guadagnato in poco tempo la fiducia della società e dei tifosi, e alla fine della stagione regolare 2013/2014 viene nominato allenatore dell'anno.
È vegano.

## Statistiche
Statistiche aggiornate a ottobre 2013.

### Giocatore

#### Club
| Stagione | Squadra             | Stagione regolare | Stagione regolare | Stagione regolare | Stagione regolare | Stagione regolare | Stagione regolare | Playoff | Playoff | Playoff | Playoff | Playoff |
| Stagione | Squadra             | Lega              | P                 | G                 | A                 | Pt                | PIM               | P       | G       | A       | Pt      | PIM     |
| -------- | ------------------- | ----------------- | ----------------- | ----------------- | ----------------- | ----------------- | ----------------- | ------- | ------- | ------- | ------- | ------- |
| 1992-93  | Zug                 | NLA               | 2                 | 0                 | 0                 | 0                 | 0                 |         |         |         |         |         |
| 1993-94  | Zug                 | NLA               | 32                | 1                 | 6                 | 7                 | 14                | 9       | 0       | 2       | 2       | 26      |
| 1994-95  | Zug                 | NLA               | 36                | 10                | 18                | 28                | 30                | 12      | 2       | 4       | 6       | 4       |
| 1995-96  | Zug                 | NLA               | 36                | 10                | 17                | 27                | 24                | 9       | 0       | 2       | 2       | 16      |
| 1996-97  | Zug                 | NLA               | 43                | 20                | 18                | 38                | 26                | 10      | 0       | 1       | 1       | 0       |
| 1997-98  | Lugano              | NLA               | 40                | 15                | 28                | 43                | 38                | 7       | 0       | 5       | 5       | 6       |
| 1998-99  | Lugano              | NLA               | 45                | 11                | 17                | 28                | 73                | 16      | 3       | 0       | 3       | 10      |
| 1999-00  | Davos               | NLA               | 44                | 19                | 17                | 36                | 107               | 5       | 2       | 2       | 4       | 0       |
| 2000-01  | Davos               | NLA               | 42                | 13                | 27                | 40                | 54                |         |         |         |         |         |
| 2001-02  | Davos               | NLA               | 38                | 8                 | 22                | 30                | 36                | 16      | 5       | 6       | 11      | 39      |
| 2002-03  | Davos               | NLA               | 44                | 17                | 21                | 38                | 87                | 16      | 2       | 7       | 9       | 43      |
| 2003-04  | Zug                 | NLA               | 46                | 12                | 23                | 35                | 70                | 5       | 1       | 4       | 5       | 0       |
| 2004-05  | Zug                 | NLA               | 44                | 17                | 18                | 35                | 64                | 9       | 2       | 5       | 7       | 12      |
| 2005-06  | Zug                 | NLA               | 44                | 21                | 32                | 53                | 72                | 7       | 2       | 4       | 6       | 24      |
| 2006-07  | Phoenix Coyotes     | NHL               | 27                | 4                 | 6                 | 10                | 24                | -       | -       | -       | -       | -       |
|          | San Antonio Rampage | AHL               | 4                 | 0                 | 1                 | 1                 | 6                 |         |         |         |         |         |
| 2007-08  | SKA St. Petersburg  | Russia            | 5                 | 0                 | 1                 | 1                 | 22                | -       | -       | -       | -       | -       |
|          | Zug                 | NLA               | 32                | 10                | 11                | 21                | 62                | 7       | 3       | 3       | 6       | 10      |
| 2008-09  | Zug                 | NLA               | 50                | 19                | 27                | 46                | 70                | 10      | 0       | 5       | 5       | 22      |

#### Nazionale
| Stagione | Livello           | Risultati     | Risultati | Risultati | Risultati | Risultati | Risultati |
| Stagione | Livello           | Competizione  | P         | G         | A         | Pt        | PIM       |
| -------- | ----------------- | ------------- | --------- | --------- | --------- | --------- | --------- |
| 1992-93  | Switzerland U18   | EJC-18 B      | 7         | 5         | 4         | 9         | 0         |
| 1993-94  | Switzerland U20   | WJC-20        | 7         | 1         | 0         | 1         | 8         |
| 1994-95  | Switzerland U20   | WJC-20 B      | 7         | 4         | 2         | 6         | 12        |
|          | Switzerland (all) | International | 7         | 1         | 2         | 3         | -         |
| 1995-96  | Switzerland (all) | International | 11        | 4         | 3         | 7         | 6         |
|          | Switzerland       | WC B          | 7         | 3         | 3         | 6         | 4         |
| 1996-97  | Switzerland       | OGQ           | 4         | 1         | 0         | 1         | 2         |
|          | Switzerland (all) | International | 9         | 1         | 4         | 5         | 4         |
| 1997-98  | Switzerland       | WC            | 8         | 1         | 2         | 3         | 4         |
| 1998-99  | Switzerland       | WC            | 6         | 4         | 0         | 4         | 6         |
| 1999-00  | Switzerland       | WC            | 7         | 3         | 2         | 5         | 8         |
| 2001-02  | Switzerland       | OG            | 4         | 1         | 0         | 1         | 4         |
| 2002-03  | Switzerland       | WC            | 7         | 2         | 2         | 4         | 8         |
| 2003-04  | Switzerland       | WC            | 7         | 1         | 0         | 1         | 8         |
| 2004-05  | Switzerland       | OGQ           | 3         | 1         | 0         | 1         | 2         |
|          | Switzerland       | WC            | 7         | 2         | 2         | 4         | 2         |
| 2005-06  | Switzerland       | OG            | 6         | 1         | 1         | 2         | 4         |
| 2007-08  | Switzerland (all) | International | 5         | 1         | 2         | 3         | 0         |
| 2008-09  | Switzerland (all) | International | 2         | 0         | 0         | 0         | 0         |

### Allenatore

#### Club
| Stagione  | Squadra    | Lega          | Ruolo       | Note                                                                    |
| --------- | ---------- | ------------- | ----------- | ----------------------------------------------------------------------- |
| 2009-2010 | Lugano U17 | Elite Novizen | Asst. Coach |                                                                         |
| 2010-2011 | Lugano U20 | Elite Jr. A   | Asst. Coach |                                                                         |
|           | Lugano     | NLA           | Asst. Coach |                                                                         |
| 2011-2012 | Lugano     | NLA           | Asst. Coach |                                                                         |
|           | Lugano     | NLA           | Head Coach  | Rimpiazza Barry Smith il 22 ottobre 2011 per 2 partite (ad interim)     |
| 2012-2013 | Lugano     | NLA           | Asst. Coach | Rilasciato il 18 ottobre 2012 per diventare Switzerland U20 Asst. Coach |
| 2013-2014 | Lugano     | NLA           | Head Coach  |                                                                         |
| 2014-2015 | Lugano     | NLA           | Head Coach  | esonerato il 22 ottobre 2015                                            |

#### Nazionale
| Stagione  | Squadra               | Competizione     | Ruolo       | Note |
| --------- | --------------------- | ---------------- | ----------- | ---- |
| 2012-2013 | Switzerland U19       | WJAC-19          | Asst. Coach |      |
|           | Switzerland U20       | WJC-20           | Asst. Coach |      |
|           | Switzerland U20 (all) | International-Jr | Asst. Coach |      |
|           | Switzerland           | WC               | Asst. Coach |      |
|           | Switzerland (all)     | International    | Asst. Coach |      |

## Palmarès

### Giocatore

#### Club
- Campionato svizzero: 2

 Lugano: 1998-99
 Davos: 2001-02

### Allenatore
- Campionato del mondo: 3

 Svizzera: 2013
 Svizzera: 2018
 Svizzera: 2024